# Дом Соцземледелия (Новосибирск)
Дом Соцземледелия — здание, расположенное в Центральном районе Новосибирска. Ценный объект градостроительной среды. Построен в 1936 году. Архитектор — Н. С. Кузьмин. В 1952 году был реконструирован архитектором Н. Г. Васильевым.

## История
Здание построено в 1936 году по проекту Николая Сергеевича Кузьмина.
В 1941 году в доме разместился эвакуированный в Новосибирск НИИ измерительных приборов (НИИ-39).
В 1952 году Дом Соцземледелия был реконструирован архитектором Николаем Григорьевичем Васильевым.

## Расположение
Дом Соцземледелия и расположенный напротив Жилой дом НИИ-39 имеют со стороны Красного проспекта вогнутые формы фасадов и вместе формирует начало Октябрьской магистрали.

## Галерея

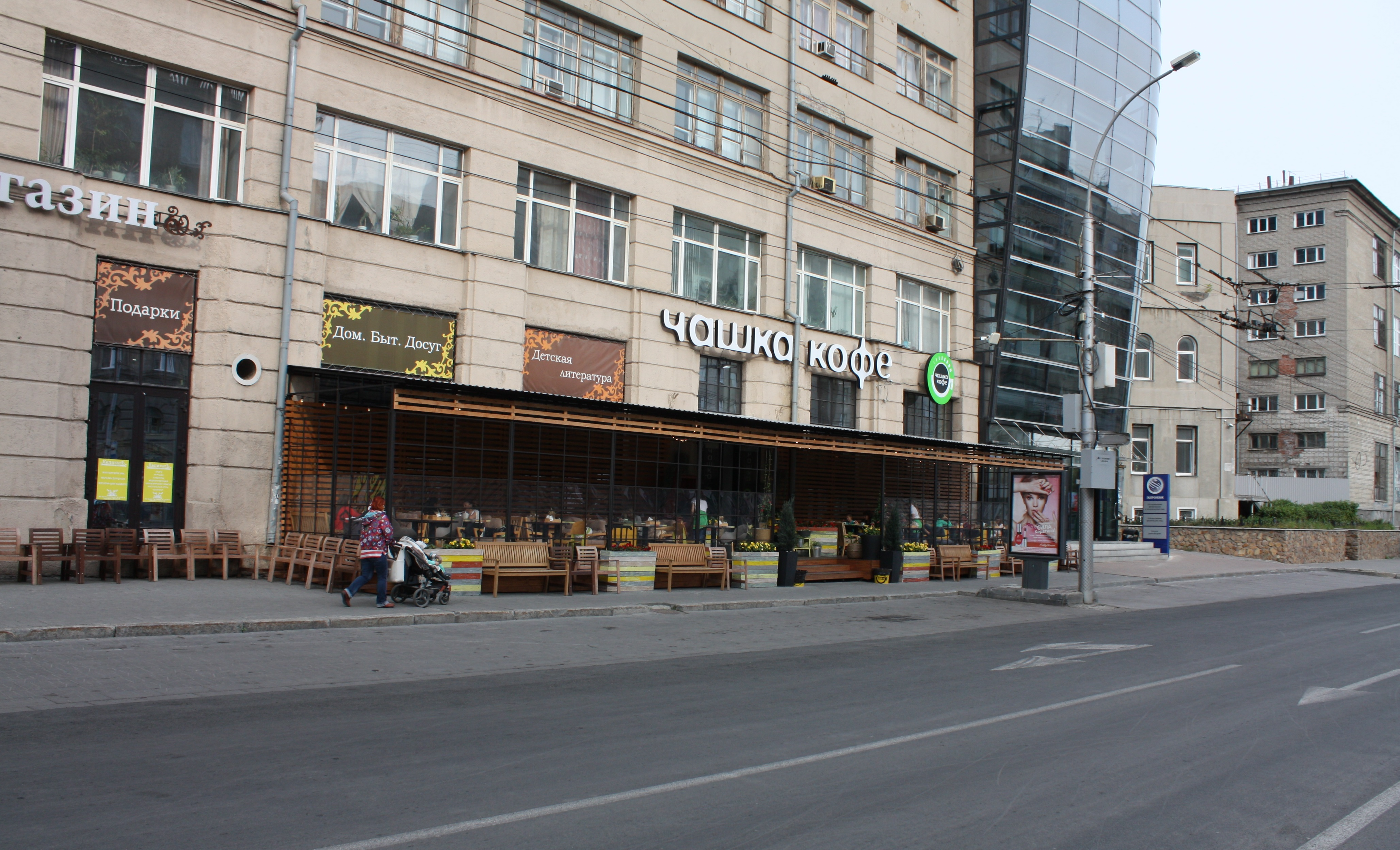